# Попов Борис Микитович
Попов Борис Микитович (21 березня 1941) — російський ватерполіст.
Бронзовий призер Олімпійських Ігор 1964 року.